# Pardosa saturatior
Pardosa saturatior är en spindelart som beskrevs av Simon 1937. Pardosa saturatior ingår i släktet Pardosa och familjen vargspindlar. Inga underarter finns listade i Catalogue of Life.